# 一般照明用GX16t-5口金付直管LEDランプシステム
一般照明用GX16t-5口金付直管LEDランプシステム（いっぱんしょうめいようGX16tの5くちがねつきちょくかんLEDランプシステム、英: GX16t-5 capped tubular LED lamp）とは、直管形のLED照明の国際標準規格である。国際標準規格 IEC 62931、日本工業規格 JIS C 8159、日本照明工業会規格 JEL 801 の名でも知られる。

## 概要
器具内に電源装置を設け、ランプ外部から直流(DC)電源を供給することによって発光させる方式の直管形LEDランプ規格である。
広く使われてきた蛍光灯の代替として使うことを前提としつつ、それまで蛍光灯で多く用いられてきたG13口金とはあえて非互換とすることで、誤接続を防止して安全に使用できることを目的に開発された。
登場初期のG13直管形LEDで起きていた以下の問題を解決することに主眼が置かれた。
落下防止
LEDランプの素材として使われるプラスチックは、蛍光灯に使われるガラスよりも熱による伸縮が大きく、ストレートピン形状のG13ではランプの収縮によって口金から外れ、ランプが落下する事故が発生していた。→ L型ピン口金を採用することでランプ保持力を強化した
感電その他の電気事故防止
片側給電とするか両側給電とするかが定まっていなかったため、給電方式の異なるランプ用に改造した器具に誤って接続し、ランプの故障やショートといった事故が発生していた。また、蛍光ランプと異なり内部が導通しているため、器具のスイッチをオフにしないまま両側給電方式のランプを装着しようとした際に感電する事故も発生していた。→片側給電方式とし、口金形状を両端で非対称とした
最低性能の定め
最低照度や配光特性、演色性に対して定めがなかったことから、蛍光ランプに比べて明らかに暗いランプ、全体的には暗いのに異常に眩しいランプ、色の見え方が不自然なランプなど、低品質なランプが市場に出回った→最低照度、配光特性、演色性について規定した

## 歴史
- 2010年 - 日本電球工業会（現・日本照明工業会）規格 JEL 801 として制定[3]
- 2013年 - 日本工業規格 JIS C 8159 として国内規格化
- 2017年 - 国際電気標準会議において、IEC 62931: GX16t-5 capped tubular LED lamp として国際標準規格化

## ランプの形式
ランプの型式を表す記号は以下の6つのパートで構成される。
|    | 第1項 | 第2項 | 第3項 |   | 第4項 |   | 第5項 |   | 第6項 |
| -- | ----- | ----- | ----- | - | ----- | - | ----- | - | ----- |
| 例 | LDL   | 40    | T     | ･ | N     | / | 23    | / | 35    |

第1項
種類及び形状を表す記号
- LDL - GX16t-5 口金付直管LEDランプであることを示す記号

第2項
大きさの区分を表す数値
- 20 - 全長 580mm
- 40 - 全長 1,198mm
- 50 - 全長 1,499mm
- 110 - 全長 2,367mm

第3項
管径を表す記号
- S - 32.5mm 相当
- T - 25.5mm 相当

第4項
光源色を表す記号(JIS Z 9112)
- D - 昼光色
- N - 昼白色
- W - 白色
- WW - 温白色
- L - 電球色

第5項
定格ランプ電力を表す整数値

第6項
全光束を表す整数値
全光束の値を100で割って小数点以下を切り捨てた数値（例：3500lm → 35）

## 規格要件

### 光学特性
- 平均演色評価指数(Ra)80以上であること。
- ランプ下方120°の範囲に全光束の70%を超える光束を集中させないこと

### 電気特性
|                   | LDL20        | LDL40        | LDL50      | LDL110       |
| ----------------- | ------------ | ------------ | ---------- | ------------ |
| ランプ長 [mm]     | 580          | 1198         | 1499       | 2367         |
| 電圧 [V]          | 22.5 〜 47.5 | 41 〜 95     | 41 〜 120  | 82 〜 190    |
| 電流 [A]          | 0.35         | 0.35         | 0.35       | 0.35         |
| 消費電力 [W]      | 7.9 〜 16.6  | 14.3 〜 33.3 | 14.3 〜 42 | 28.7 〜 66.5 |
| 全光束(最小) [lm] | 1000         | 2300         | 2900       | 6300         |
| 演色性 (Ra)       | 80〜         | 80〜         | 80〜       | 80〜         |

器具本体に内蔵した電源装置によって、交流の商用電源から直流電源を得、ランプを直流で駆動する。
この電源装置は定電流方式であり、ランプに流れる電流が常に0.35A (350mA) となるように電圧が調整されるようになっている。
本システムでは40形を中心に、同じ形のランプであっても明るさに複数のバリエーションが用意されており、装着したランプの定格に応じて、供給される電圧が変化する。
たとえばFHF32（高出力点灯）代替のランプ、FHF32（定格点灯）代替のランプ、FL40代替のランプを例にとると、以下のような例となる。技術開発の進展によって、より少ない電力で同じ光束を実現できるようになってきており、ランプの発売時期（消費電力量）によってはこれよりも低い電圧で動作する。
|                   | FHF32（高出力点灯）代替 LDL40T･N/23/35 | FHF32（定格点灯）代替 LDL40T･N/19/26 | FL40代替 LDL40T･N/17/25 |      |
| ----------------- | -------------------------------------- | ------------------------------------ | ----------------------- | ---- |
| 全光束(最小) [lm] | 3500                                   | 2600                                 | 2500                    |      |
| 消費電力 [W]      | 23                                     | 19                                   | 17                      |      |
| 電流 [A]          | 0.35                                   | 0.35                                 | 0.35                    | 0.35 |
| 電圧 [V]          | 65.7                                   | 54.3                                 | 48.5                    |      |

## G13 vs JEL 801 論争
2011年の東日本大震災以降、省エネ推進の流れの中で、日本国内では蛍光灯照明器具のLED化が急速に進められた。既存の蛍光灯照明器具をそのまま使え、ランプ交換のみで使用できることを謳うG13口金対応製品が海外から多く輸入され、国内でもアイリスオーヤマのような新規参入メーカーや朝日電器(ELPA)、エレコムなどが販売をする中、国内の大手電機メーカー各社はこの流れに加わらず、国内の業界規格としてJEL 801を制定し、対応製品を発売した。
この動きに対して一部の消費者からは、ガラパゴス規格と揶揄する意見もあったが、国際規格として認められるためのステップとして業界規格や国内規格を経るということは一般に行われることであり、それまでの一時期、他国から孤立した規格が存在することは、規格の制定を他国に委ねそれに従属するという姿勢を取らない場合には、むしろ当然のこととして発生することである。
大手電機メーカー各社は、一体型ベースライトと呼ばれる、ランプセードとLEDユニットが一体化した器具も並行して開発し、2012年に発売されるとその意匠性の高さから普及が進み、新築や大規模リフォームにおけるJEL 801やG13のシェアを奪っていった。
2019年現在、新築需要にはもっぱら一体型ベースライトやLEDダウンライトが用いられている。JEL 801 対応器具は、JIS規格準拠を求められる公共工事への大量導入など一部の例に縮小しており、また各社とも公共施設向けの一体型ベースライト製品を拡充しているため、今後の採用拡大は見込みにくい。G13については、器具の交換が不要であることから、エンドユーザーが自分で交換したり、オフィスビルにおいては小規模リフォームにおいて使用される例が多い。